# Kaple Všech svatých země české (České Budějovice)
Kaple Všech svatých země české, dříve známá jako kaple svatého Vojtěcha, je síňová kaple, která stojí u Husovy ulice v Českých Budějovicích. Kaple zasvěcená svatému Vojtěchu vznikla v roce 1869 na popud a náklady Vojtěcha Lanny mladšího. Stala se první modlitebnou na západním břehu Vltavy v Českých Budějovicích. Ve zvoničce byl umístěn zvon odlitý roku 1869 firmou Perner a syn, náklady uhradil rovněž Vojtěch Lanna. Kaple byla vystavěna nad pramenem dobré pitné vody (které byl z důvodu nevhodného podloží ve Čtyřech Dvorech nedostatek), v místě, kde začaly tehdy vznikající domy vymezovat severozápadní stranu dosud neexistující návsi. Když došlo k expanzi města na levém břehu Vltavy, přestávala kapacitně stačit a její úlohu převzal v letech 1938-1939 vystavěný kostel svatého Vojtěcha. Roku 1992 pronajalo zastupitelstvo města České Budějovice a římskokatolická církev kapli za symbolický poplatek Pravoslavné církvi v českých zemích a na Slovensku. Ta je v současnosti již jejím jediným majitelem.